# Nordstad

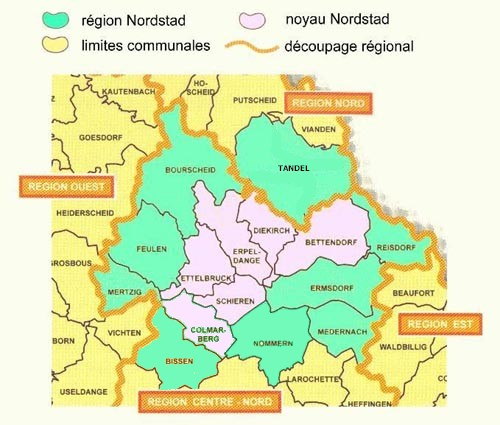
Die Nordstad mit ihren sechs Kerngemeinden

Die Nordstad (deutsch Nordstadt) beschreibt eine Region Luxemburgs um die Städte Diekirch und Ettelbrück, die sich für gemeinsame regionale Planung und Zusammenarbeit einsetzen. 
Ziel der Nordstadt ist es, die Arbeit der Gemeinden besser zu koordinieren und das Wachstum im Sinne einer nachhaltigen Entwicklung zu gestalten. In der Planung des IVL genießt das Projekt hohe Priorität. Es soll aus der Region neben der Stadt Luxemburg und Esch an der Alzette den dritten Entwicklungspol des Großherzogtums machen. Außerdem engagiert sich die Nordstadt an der Zusammenarbeit im Bereich der Kultur und Freizeit.

## Entstehung
Die Idee einer Nordstadt geht auf Adrien Ries zurück, der bereits 1973 in einer Rede auf die wichtige Rolle einer dezentralen Wirtschaftsentwicklung hingewiesen hat.

## Region
Ursprünglich wurden lediglich sechs Gemeinden im Konzept der Nordstadt berücksichtigt. Dies waren:
- Bettendorf
- Diekirch
- Erpeldingen an der Sauer
- Ettelbrück
- Schieren
- Colmar-Berg

Mittlerweile umfasst die Nordstadt ein Gebiet, in dem etwa 30.000 Menschen leben.

## Late Night Bus
Im Mai 2001 begann die Denkfabrik der Nordstadt, in Zusammenarbeit mit den Jugendclubs und den Gemeinden einen Late Night Bus im ländlichen Raum einzusetzen. Das Konzept ähnelt dem der Stadt Luxemburg, die bereits seit mehreren Jahren an Wochenenden besondere „Nightlife“ Linienbusse einsetzt. Diese Busse fahren nach festen Fahrplänen und pendeln zwischen verschiedenen Diskotheken und Veranstaltungen. Die Organisation ist dabei auf dem Land komplizierter als in der Stadt Luxemburg, da auf dem Land immer andere Orte und Veranstaltungen angefahren werden müssen. 
Die Busse ermöglichen es Jugendlichen aus entlegeneren Gegenden, an Veranstaltungen teilzunehmen. Zudem spielt die Sicherheit eine große Rolle, da mit dem Bus die Zahl der alkoholisierten Autofahrer gesenkt werden konnte, von denen viele nun den Bus anstatt ihres eigenen Autos benutzen. Für Vereine hat der Late Night Bus den Vorteil, dass sie mehr Besucher auf ihre Veranstaltungen locken können.
Ab 2004 wurde das Modell der Nordstadt in andere ländliche Regionen erfolgreich exportiert, sodass nun fast jede Region ihren eigenen Late Night Bus hat. Seit Januar 2006 hat der Verein „Late Night Bus Norden asbl“ die Koordination für den Late Night Bus Nordspëtzt, Nordstadt und Atert übernommen.
Die Late Night Busse werden hauptsächlich durch die Gemeinden finanziert und seit 2005 bis zu 50 % durch das Verkehrsministerium. Zudem wird das Projekt durch verschiedene Sponsoren unterstützt.